# Steel Division: Normandy 44
Steel Division: Normandy 44 è un videogioco strategico in tempo reale in tempo reale sviluppato da Eugen System e pubblicato da Paradox Interactive il 23 maggio 2017.

## Ambientazione
Il gioco è ambientato nel nord della Francia durante la seconda guerra mondiale, con le forze dell'Asse e degli Alleati che si combattono poco dopo l'avvenuto sbarco in Normandia. Una vasta varietà di forze militari sono rappresentate tra cui gli Stati Uniti, il Regno Unito, la Germania nazista, la Francia, la Polonia e il Canada.

### Mappe
Il gioco è ambientato in quindici mappe, la cui dimensione viene scalata in base al numero di giocatori presenti in partita. Alcune mappe includono elementi anfibi, in cui alcune forze speciali possono attraversare sia terra che acqua, permettendo loro, per esempio, di evitare i ponti.

## Modalità di gioco
In gioco, il giocatore controllerà le storiche unità che hanno partecipato allo sbarco in Normandia nel 1944. Il giocatore deve scegliere un set di unità prima che inizi il match. La partita si suddivide in tre fasi, con unità più potenti utilizzabili dopo un certo lasso di tempo. Steel Division: Normandy 44 ha una campagna e una modalità multigiocatore online fino a 10 contro 10 giocatori.
Il gioco include 18 divisioni utilizzabili divise tra le varie fazioni:
Alleati
- 101st Airborne Division (Stati Uniti)
- 2nd Infantry Division (Stati Uniti)
- 3rd Armored Division (Stati Uniti)
- 6th Airborne Division (Regno Unito)
- 15th Infantry Division (Regno Unito)
- Guards Armoured Division (Regno Unito)
- 3rd Infantry Division (Canada)
- 2nd Armored Division (Francia)
- 1st Armoured Division (Polonia)

Asse
- 3rd Parachute Division (Luftwaffe)
- 91st Infantry Division (Heer)
- 352nd Infantry Division (Heer)
- 716th Infantry Division (Heer)
- 21st Panzer Division (Heer)
- 116th Panzer Division (Heer)
- Panzer Lehr Division (Heer)
- 12th SS-Panzer Division (Waffen-SS)
- 17th SS-Panzergrenadier Division (Waffen-SS)